# Vilém Šebor
Vilém Šebor, křtěný Vilhelm František (21. prosince 1872 Kouřim – 11. října 1936 Košice), byl český akademický malíř a středoškolský profesor.

## Život
Vilém František Šebor se narodil v Kouřimi v rodině sluhy kouřimského berního úřadu Františka Šebora. Svoje nesporné malířské nadání završil studiem na pražské Malířské akademii, kde studoval a studium absolvoval v roce 1910 u profesora Hanuše Schwaigra. Po absolvování nastoupil jako profesor na reálku do Mladé Boleslavi. Dalším Šeborovým působištěm bylo od roku 1922 gymnázium ve slovenské Levoči.
Kromě své pedagogické činnosti se Vilém Šebor zapojil i do kulturního života jako autor kulturně vlastivědné publikace o Levoči.

## Galerie

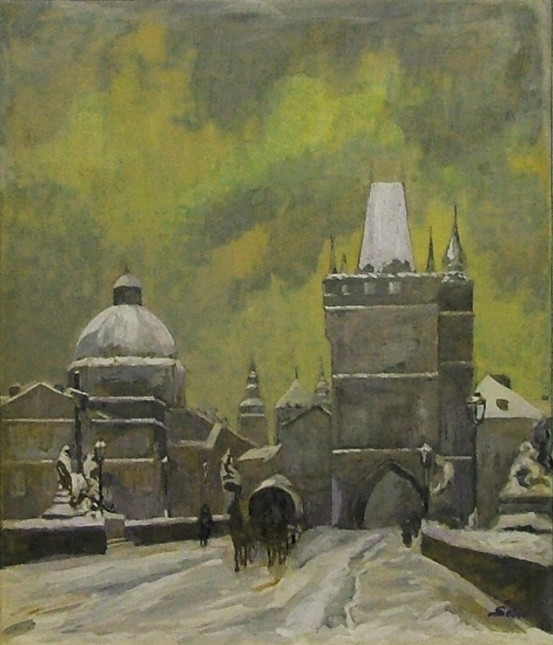
Karlův most
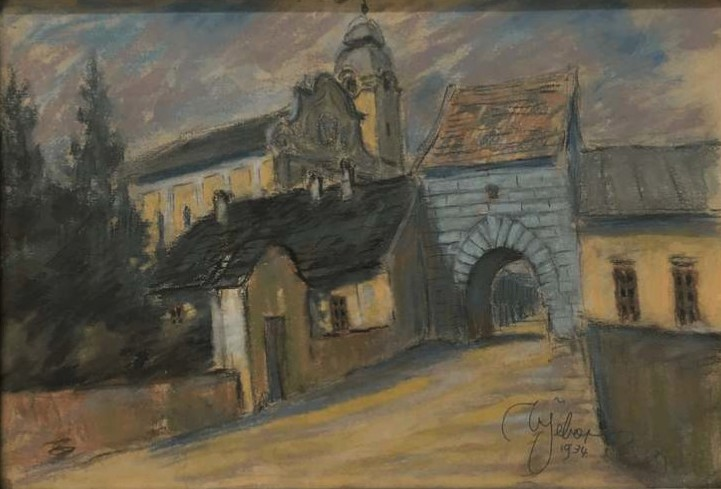
Městská brána
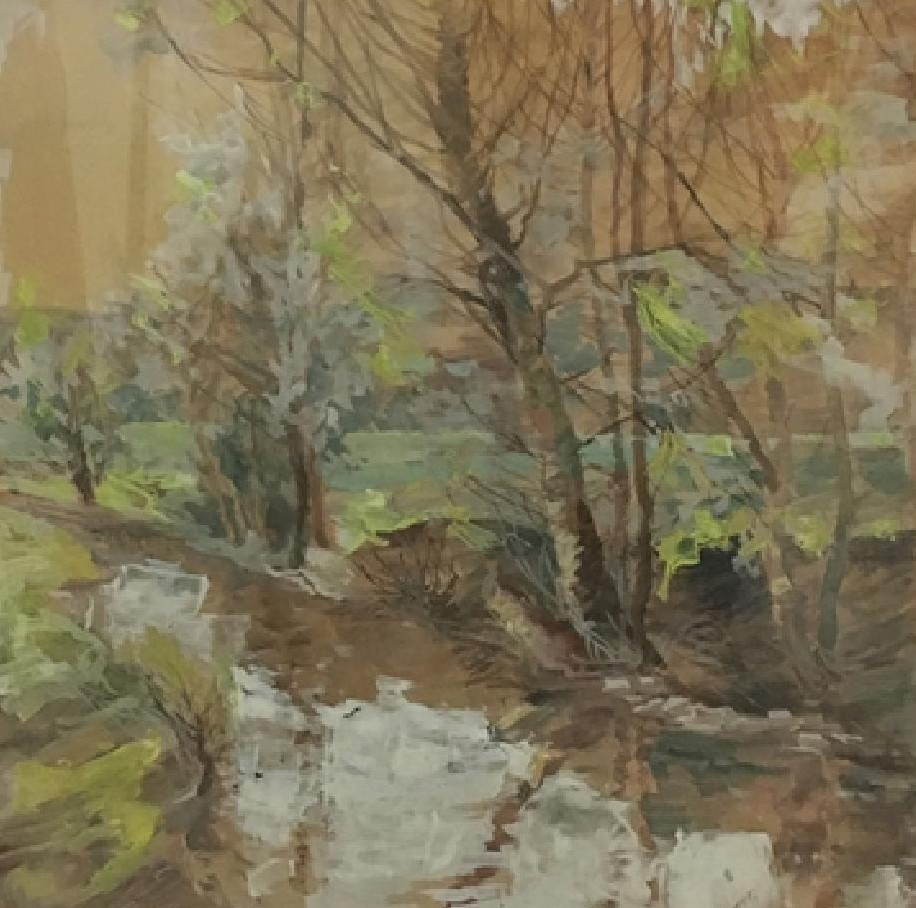
Krajina s potokem
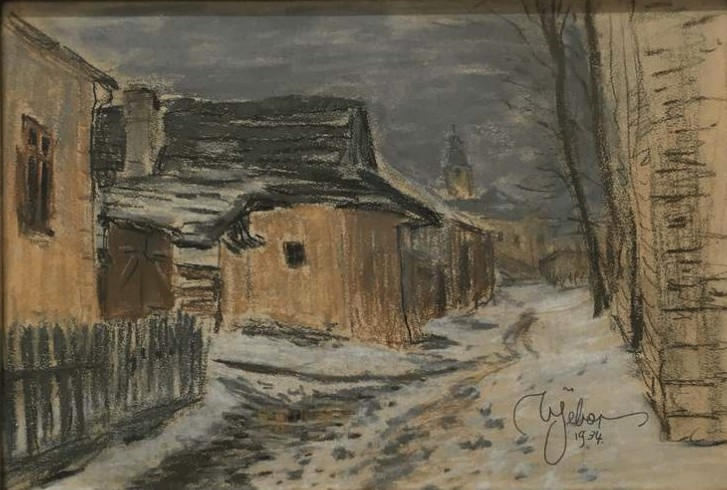
Ulička